# Rymosia damascenoi
Rymosia damascenoi är en tvåvingeart som beskrevs av Lane 1958. Rymosia damascenoi ingår i släktet Rymosia och familjen svampmyggor. Inga underarter finns listade i Catalogue of Life.